# Muscolo scaleno anteriore
Il muscolo scaleno anteriore è un muscolo del collo, pari e simmetrico, del gruppo dei muscoli scaleni.

## Origine, decorso ed inserzione
Si tratta di uno dei tre muscoli scaleni, ed è il più breve di essi. Origina sulla prima costa dal tubercolo del muscolo scaleno, si porta in alto e medialmente e si inserisce sui tubercoli anteriori del processi trasversi delle vertebre cervicali dalla terza alla sesta.
Ha una sua importanza in quanto, tra tale muscolo e il muscolo lungo del collo, si ritrova l'angolo cosiddetto di Nunciante Ippolito.

## Azione ed innervazione
Lo scaleno anteriore è innervato dai rami anteriori dei nervi cervicali da C3 a C8; se contratto, solleva la prima costa e funge da muscolo inspiratorio oppure, prendendo punto fisso sulla costa, inclina la colonna dal proprio lato e la ruota dall'altro.

## Patologia
Lo scaleno anteriore è coinvolto nella sindrome dello stretto toracico superiore.